# 4364 Шкодров
4364 Шкодров (4364 Shkodrov) — астероїд головного поясу, відкритий 7 листопада 1978 року.
Тіссеранів параметр щодо Юпітера — 3,559.